# Eurocopa de la FIBA 1996-97
La Eurocopa de la FIBA 1996-97, conocida hasta el año pasado como Copa de Europa de la FIBA y anteriormente como Recopa de Europa de Baloncesto fue la trigésimo primera edición de esta competición organizada por la FIBA que reunía a los campeones de las ediciones de copa de los países europeos, además de los mejores clasificados de las mejores ligas del continente. Tomaron parte 48 equipos,. Se proclamó campeón el equipo español del Real Madrid, que lograba así su cuarto título, derrotando en la final a los italianos del Riello Mash Verona, en un partido disputado en el Eleftheria Indoor Hall de Nicosia.
Varió el sistema de competición, al pasar a haber 48 equipos, estableciéndose una fase de grupos preliminar, de la que saldrían 32 equipos que se enfrentarían en eliminatorias a doble vuelta hasta la final.

## Fase de grupos preliminar
|  | Clasificados para semifinales |
|  | Eliminados                    |

|    | Equipo                        | PJ | Pts | G | P | PF  | PC  | Dif. |
| -- | ----------------------------- | -- | --- | - | - | --- | --- | ---- |
| 1. | Fenerbahçe                    | 10 | 18  | 8 | 2 | 883 | 792 | +91  |
| 2. | ASK Riga                      | 10 | 16  | 6 | 4 | 943 | 896 | +47  |
| 3. | Nobiles Włocławek             | 10 | 16  | 6 | 4 | 853 | 864 | -11  |
| 4. | Kovinotehna Savinjska Polzela | 10 | 15  | 5 | 5 | 835 | 851 | -16  |
| 5. | Scavolini Pesaro              | 10 | 14  | 4 | 6 | 831 | 847 | -16  |
| 6. | Rabotnički                    | 10 | 11  | 1 | 9 | 776 | 871 | -95  |

|    | Equipo                  | PJ | Pts | G | P | PF  | PC  | Dif. |
| -- | ----------------------- | -- | --- | - | - | --- | --- | ---- |
| 1. | Žalgiris                | 10 | 17  | 7 | 3 | 733 | 627 | +106 |
| 2. | Zagreb                  | 10 | 17  | 7 | 3 | 755 | 709 | +46  |
| 3. | Olympique Antibes       | 10 | 16  | 6 | 4 | 724 | 709 | +15  |
| 4. | Bavaria Volltex Maribor | 10 | 15  | 5 | 5 | 764 | 764 | 0    |
| 5. | Sankt Pölten            | 10 | 14  | 4 | 6 | 738 | 741 | -3   |
| 6. | Sloboda Dita Tuzla      | 10 | 11  | 1 | 9 | 679 | 843 | -64  |

|    | Equipo             | PJ | Pts | G | P | PF  | PC  | Dif. |
| -- | ------------------ | -- | --- | - | - | --- | --- | ---- |
| 1. | Real Madrid        | 10 | 17  | 7 | 3 | 815 | 715 | +100 |
| 2. | Ratiopharm Ulm     | 10 | 15  | 5 | 5 | 875 | 844 | +31  |
| 3. | Benfica            | 10 | 15  | 5 | 5 | 799 | 790 | +9   |
| 4. | MZT Aerodrom       | 10 | 15  | 5 | 5 | 778 | 814 | -36  |
| 5. | Hapoel Galil Elyon | 10 | 14  | 4 | 6 | 823 | 840 | -17  |
| 6. | Plama Pleven       | 10 | 14  | 4 | 6 | 892 | 979 | -87  |

|    | Equipo           | PJ | Pts | G  | P | PF  | PC  | Dif. |
| -- | ---------------- | -- | --- | -- | - | --- | --- | ---- |
| 1. | Porto            | 10 | 20  | 10 | 0 | 866 | 721 | +155 |
| 2. | PSG Racing       | 10 | 17  | 7  | 3 | 872 | 697 | +175 |
| 3. | Hapoel Jerusalem | 10 | 17  | 7  | 3 | 851 | 806 | +45  |
| 4. | Brandt Hagen     | 10 | 14  | 4  | 6 | 768 | 794 | -26  |
| 5. | New Wave Sharks  | 10 | 11  | 1  | 9 | 731 | 865 | -134 |
| 6. | APOEL            | 10 | 11  | 1  | 9 | 626 | 831 | -205 |

|    | Equipo        | PJ | Pts | G | P  | PF  | PC  | Dif. |
| -- | ------------- | -- | --- | - | -- | --- | --- | ---- |
| 1. | Iraklis       | 10 | 18  | 8 | 2  | 914 | 775 | +139 |
| 2. | Śląsk Wrocław | 10 | 17  | 7 | 3  | 853 | 811 | +42  |
| 3. | AST Gent      | 10 | 16  | 6 | 4  | 803 | 770 | +33  |
| 4. | Zadar         | 10 | 16  | 6 | 4  | 817 | 810 | +7   |
| 5. | Libertel EBBC | 10 | 13  | 3 | 7  | 847 | 895 | -48  |
| 6. | Achilleas     | 10 | 10  | 0 | 10 | 760 | 933 | -193 |

|    | Equipo             | PJ | Pts | G | P  | PF  | PC   | Dif. |
| -- | ------------------ | -- | --- | - | -- | --- | ---- | ---- |
| 1. | Apollon Patras     | 10 | 18  | 8 | 2  | 924 | 761  | +163 |
| 2. | Budivelnyk         | 10 | 18  | 8 | 2  | 849 | 718  | +131 |
| 3. | Sunair Oostende    | 10 | 17  | 7 | 3  | 825 | 701  | +124 |
| 4. | Stavex Brno        | 10 | 14  | 4 | 6  | 822 | 815  | +7   |
| 5. | Aquarius           | 10 | 13  | 3 | 7  | 760 | 878  | -118 |
| 6. | Universitatea Cluj | 10 | 10  | 0 | 10 | 702 | 1009 | -307 |

|    | Equipo               | PJ | Pts | G | P | PF  | PC  | Dif. |
| -- | -------------------- | -- | --- | - | - | --- | --- | ---- |
| 1. | Avtodor Saratov      | 10 | 19  | 9 | 1 | 871 | 810 | +61  |
| 2. | TDK Manresa          | 10 | 16  | 6 | 4 | 853 | 766 | +87  |
| 3. | Torpan Pojat         | 10 | 16  | 6 | 4 | 858 | 808 | +50  |
| 4. | BFC Beočin           | 10 | 16  | 6 | 4 | 809 | 738 | +71  |
| 5. | Donetsk              | 10 | 12  | 2 | 8 | 788 | 922 | -134 |
| 6. | AŠK Inter Bratislava | 10 | 11  | 1 | 9 | 755 | 890 | -135 |

|    | Equipo             | PJ | Pts | G | P | PF  | PC  | Dif. |
| -- | ------------------ | -- | --- | - | - | --- | --- | ---- |
| 1. | Riello Mash Verona | 10 | 18  | 8 | 2 | 816 | 700 | +116 |
| 2. | Türk Telekom PTT   | 10 | 17  | 7 | 3 | 750 | 711 | +39  |
| 3. | Marc-Körmend       | 10 | 16  | 6 | 4 | 828 | 825 | +3   |
| 4. | London Towers      | 10 | 14  | 4 | 6 | 713 | 731 | -18  |
| 5. | Budućnost          | 10 | 13  | 3 | 7 | 803 | 809 | -6   |
| 6. | Vita               | 10 | 12  | 2 | 8 | 729 | 863 | -134 |

## Dieciseisavos de final
| Equipo 1                      | Agr.    | Equipo 2           | Ida   | Vuelta |
| ----------------------------- | ------- | ------------------ | ----- | ------ |
| Bavaria Wolltex Maribor       | 143–155 | Fenerbahçe         | 67–69 | 76–86  |
| Olympique Antibes             | 155–161 | ASK Riga           | 75–75 | 80–86  |
| Nobiles Włocławek             | 167–164 | Zagreb             | 84–79 | 83–85  |
| Kovinotehna Savinjska Polzela | 147–149 | Žalgiris           | 71–76 | 76–73  |
| Brandt Hagen                  | 151–184 | Real Madrid        | 71–98 | 80–86  |
| Hapoel Jerusalem              | 186–157 | Ratiopharm Ulm     | 99–77 | 87–80  |
| Benfica                       | 149–161 | PSG Racing         | 63–81 | 86–80  |
| MZT Aerodrom                  | 147–149 | Porto              | 73–69 | 74–80  |
| Stavex Brno                   | 147–154 | Iraklis            | 86–78 | 61–76  |
| Sunair Oostende               | 134–150 | Śląsk Wrocław      | 66–62 | 68–88  |
| AST Gent                      | 124–171 | Budivelnyk         | 65–70 | 59–101 |
| Zadar                         | 120–157 | Apollon Patras     | 56–75 | 64–82  |
| London Towers                 | 138–143 | Avtodor Saratov    | 70–75 | 68–68  |
| Marc-Körmend                  | 162–166 | TDK Manresa        | 83–77 | 79–89  |
| Torpan Pojat                  | 171–180 | Türk Telekom PTT   | 82–84 | 89–96  |
| BFC Beočin                    | 161–168 | Riello Mash Verona | 73–74 | 88–94  |

## Octavos de final
| Equipo 1          | Agr.    | Equipo 2           | Ida   | Vuelta |
| ----------------- | ------- | ------------------ | ----- | ------ |
| Hapoel Jerusalem  | 148–147 | Fenerbahçe         | 91–78 | 57–69  |
| PSG Racing        | 137–134 | Žalgiris           | 60–58 | 77–76  |
| ASK Riga          | 171–182 | Real Madrid        | 83–98 | 88–84  |
| Nobiles Włocławek | 156–176 | Porto              | 91–81 | 65–95  |
| TDK Manresa       | 132–140 | Iraklis            | 74–79 | 58–61  |
| Türk Telekom PTT  | 155–140 | Apollon Patras     | 89–73 | 66–67  |
| Śląsk Wrocław     | 194–189 | Avtodor Saratov    | 90–94 | 104–95 |
| Budivelnyk        | 153–180 | Riello Mash Verona | 80–90 | 73–90  |

## Cuartos de final
| Equipo 1           | Agr.    | Equipo 2      | Ida    | Vuelta |
| ------------------ | ------- | ------------- | ------ | ------ |
| Hapoel Jerusalem   | 126–133 | Iraklis       | 68–63  | 58–70  |
| Türk Telekom PTT   | 122–184 | PSG Racing    | 72–92  | 50–92  |
| Real Madrid        | 205–157 | Śląsk Wrocław | 112–66 | 93–91  |
| Riello Mash Verona | 168–138 | Porto         | 96–78  | 72–60  |

## Semifinales
| Equipo 1           | Agr.    | Equipo 2   | Ida   | Vuelta |
| ------------------ | ------- | ---------- | ----- | ------ |
| Riello Mash Verona | 152–138 | Iraklis    | 96–62 | 56–76  |
| Real Madrid        | 120–113 | PSG Racing | 62–57 | 58–56  |

## Final
15 de abril, Eleftheria Indoor Hall, Nicosia
| Equipo 1           | Resultado | Equipo 2    |
| ------------------ | --------- | ----------- |
| Riello Mash Verona | 64–78     | Real Madrid |

| 15 de abril de 1997 | Real Madrid                                                           | 78–64        | Riello Mash Verona                                                   | |  |
|                     | Marcador por tiempos: 36-30, 42-34                                    |              |                                                                      | |  |
|                     | Estadísticas Alberto Herreros, 19 Dejan Bodiroga, 9 Dejan Bodiroga, 7 | Pts Reb Asts | Estadísticas David Londero, 13 Alessandro Boni, 8 Alessandro Boni, 2 | Pabellón: Eleftheria Indoor Hall, Nicosia Asistencia: 4.000 espectadores Árbitros: Iztok Rems (SLO), Nikolaos Pitsilkas (GRE) |  |

| Campeón de la Eurocopa de la FIBA 1996–97 |
| ----------------------------------------- |
| Real Madrid 4º título                     |